# برونو هوبر (منجم)
برونو هوبر هو منجم سويسري، ولد في 29 نوفمبر 1930، وتوفي في 3 نوفمبر 1999.